# Escadaria monumental do Museu Paulista da Universidade de São Paulo

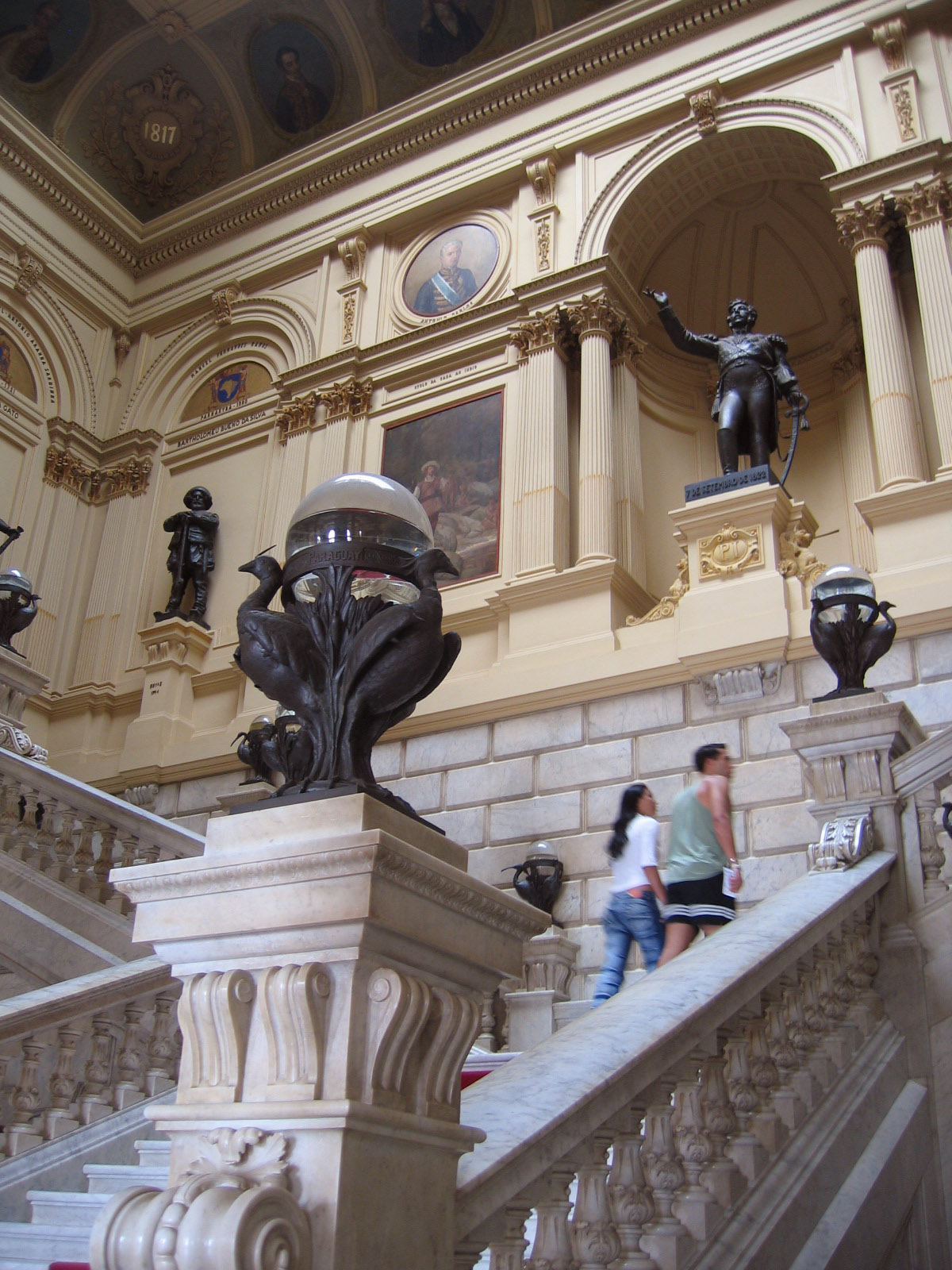
Escadaria monumental do Museu Paulista

A Escadaria monumental é uma escadaria que compõe o Eixo Monumental do Museu Paulista da USP. Foi reestruturada como parte do planejamento decorativo de Afonso d'Escragnolle Taunay, então diretor do museu, durante a reformulação da instituição na década de 1920 para as comemorações do centenário da Independência. O objetivo, segundo o próprio Taunay era "fazer a evocação de todos os grandes lances da História do Brasil revestindo o edifício do Museu de uma feição de pantheon, empolgadora ao primeiro contacto da vista dos visitantes com as suas pinturas e esculturas". O diretor considerava que a escadaria monumental era, "pela riqueza e harmonia da arquitetura, uma das mais belas coisas do Brasil, senão da América do Sul".

## Elementos da escadaria
No Guia da Secção Histórica do Museu Paulista, Taunay descreve com detalhes a disposição das obras do ambiente e também as representações intentadas de cada uma delas.

### Estátua de Dom Pedro I

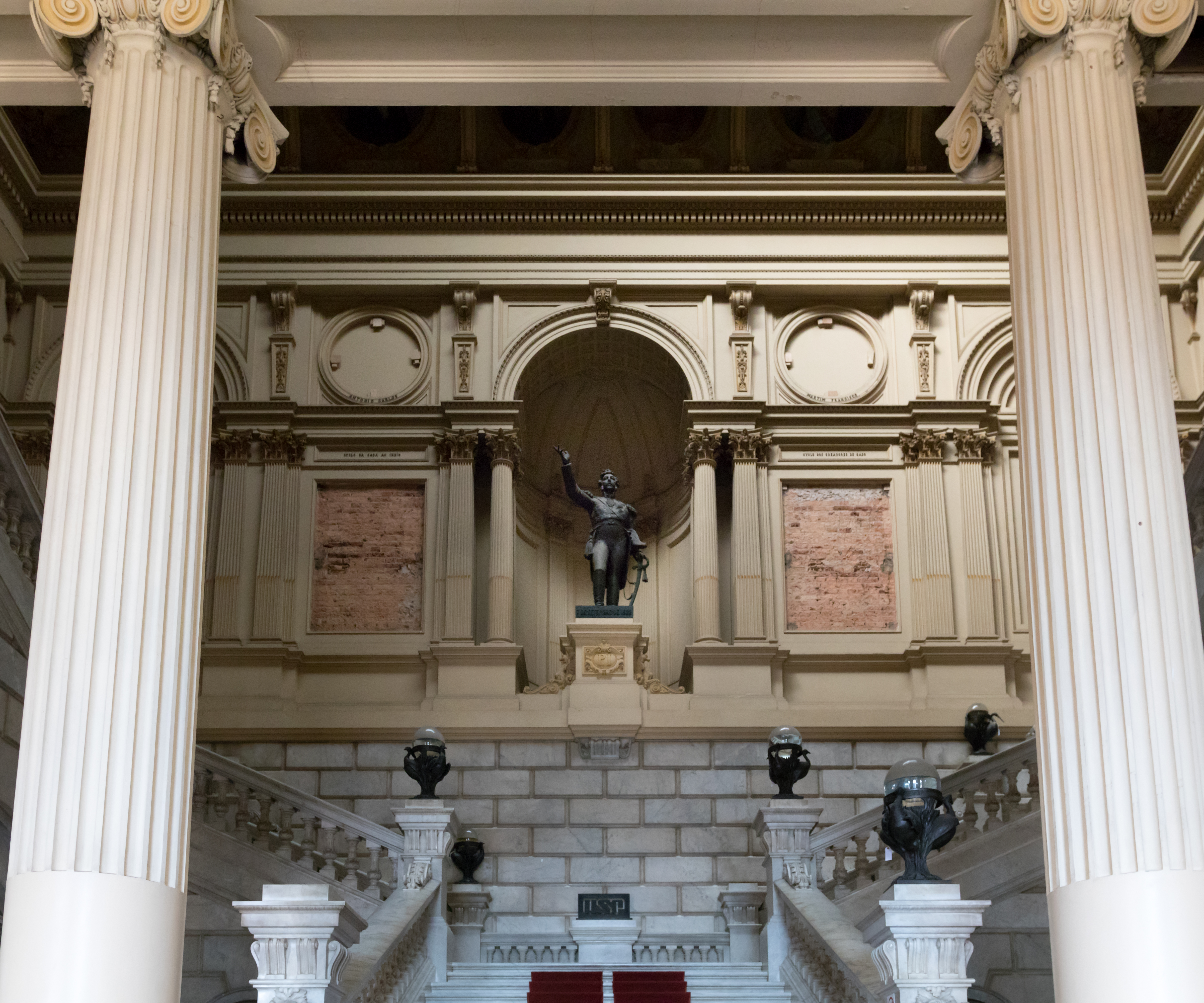
Escadaria monumental, posição central, já retirada boa parte dos elementos que a compõe para continuação das obras de renovação do Museu

A estátua de Dom Pedro I, produzida por Rodolfo Bernardelli, ocupa o grande nicho central da escadaria. Está assentada sobre um pedestal decorado com abreviatura P.I., representando o nome do imperador, e os Tenentes de Bragança, dois dragões heráldicos que são figuras de armas da Casa de Bragança.

### Marco quinhentista de Cananeia
Abaixo do nicho, no primeiro patamar da escadaria ficava um dos marcos chantados nas primeiras expedições europeias pelas costas brasileiras, oriundo do pontal de Itacuruçá, em Cananeia e doado ao Museu pelo município de Cananeia em 1926. Taunay afirma no Guia da Secção Histórica do Museu Paulista que o marco teria sido chantado por Martim Afonso de Sousa em 1531, embora houvessem discordâncias entre os historiadores sobre a data exata e qual expedição havia chantado o marco, com a data variando entre 1501 e 1531. Atualmente, no lugar do marco quinhentista está em exibição uma placa com o acrônimo da Universidade de São Paulo: USP.

### Ânforas de cristal

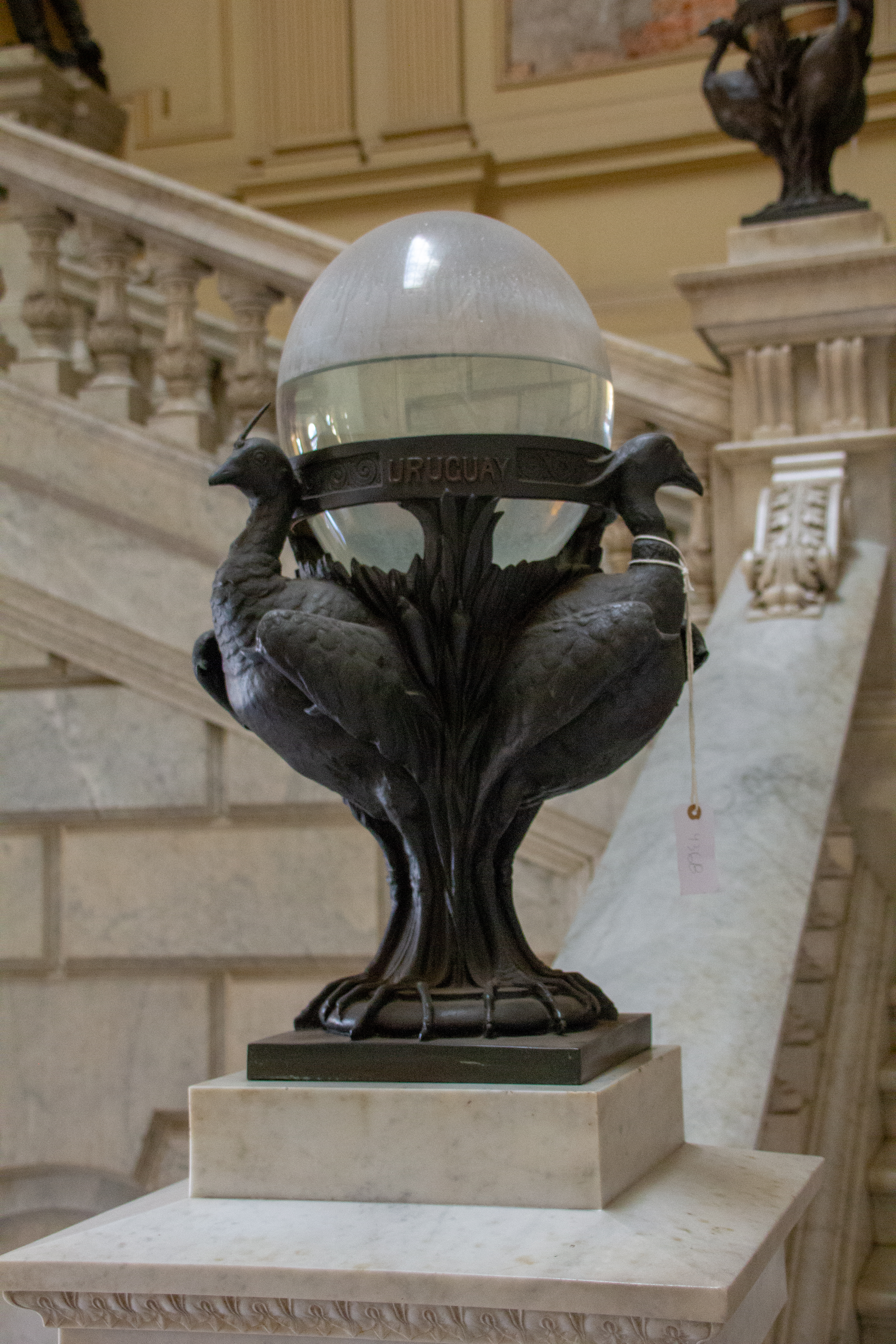
ânfora de cristal com água do rio Uruguai

Sobre os pilares que acompanham a escadaria estão 16 vasos de bronze, desenhados por Adrien-Henri-Vital Van Emelen e concebidos pelo escultor Elio De Giusto, sustentando ânforas de vidro que contêm amostras de águas dos grandes rios brasileiros. Duas delas contém mesclas das águas dos rios Oiapoque e Chuí e dos rios Capibaribe e Javari, representando respectivamente os eixos Norte-Sul e Leste-Oeste do território nacional. Os vasos de bronze apresentam elementos da flora e fauna, principalmente aves, como anhumas, jacamins, colhereiros, garças etc, simbolizando junto com as águas, todas as regiões do país.

### Estátuas dos bandeirantes
Existem 6 pilares menores, na mesma altura do nicho da estátua de Dom Pedro I, que sustentam estátuas de bandeirantes célebres, cada um representando uma unidade federativa que havia se desmembrado da Capitania de São Paulo, sendo as datas inscritas nos pedestais referentes às datas de separação das províncias. Foram executadas pelos escultores Amadeu Zani, Nicola Rollo e Van Emelen. Em relação a estátua de Dom Pedro I, à sua mão direita estão as estátuas de Bartolomeu Bueno da Silva, Manuel de Borba Gato e Francisco Dias Velho, representando respectivamente as províncias de Goiás, Minas Gerais e Santa Catarina; e à sua mão esquerda estão Pascoal Moreira Cabral Leme, Manuel Preto e Francisco de Brito Peixoto, representando respectivamente as províncias de Mato Grosso, Paraná e Rio Grande do Sul.

### Retratos do friso

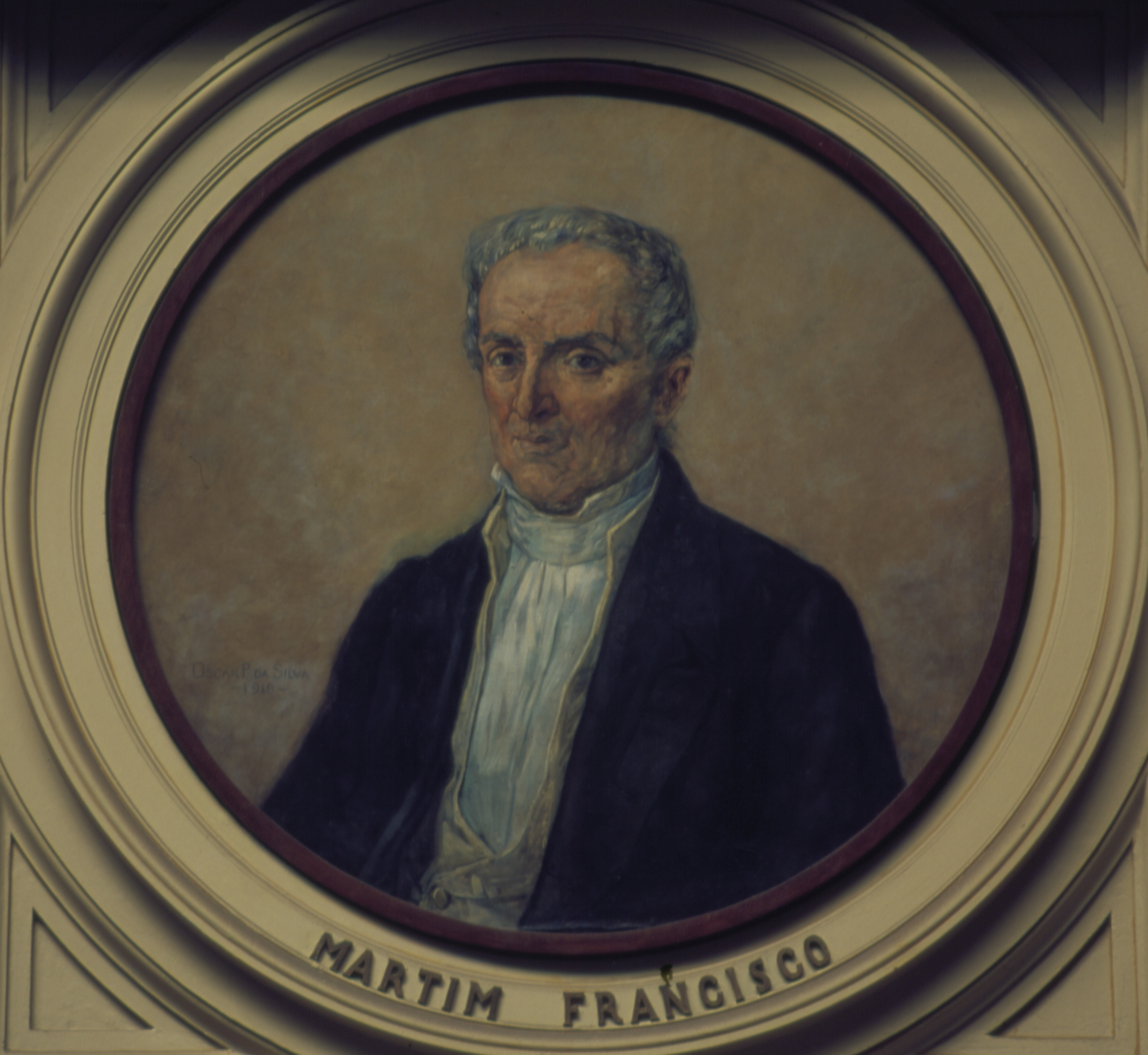
Retrato de Martim Francisco Ribeiro de Andrada na escadaria monumental, Oscar Pereira da Silva

Entre o teto do nicho central e a sanca há seis espaços preenchidos por retratos, dois de cada lado do nicho, dois na parede oposta da galeria, no andar superior e um em cada uma das paredes laterais. Na parede do nicho, à mão esquerda de Dom Pedro I está o retrato de Martim Francisco Ribeiro de Andrada, enquanto à mão direita na mesma parede está o retrato de Antônio Carlos Ribeiro de Andrada Machado e Silva. Do lado oposto da escadaria, estão, à esquerda e à direita de quem olhar da direção do nicho, respectivamente os retratos de José Joaquim da Rocha e Januário da Cunha Barbosa. Na parede lateral à mão esquerda do nicho central está o retrato de Tiradentes, enquanto na parede oposta está o retrato de Domingos José Martins, representando respectivamente a Inconfidência Mineira e a Revolução Pernambucana de 1817.

### Painéis da História Nacional
Entre as estátuas de Dom Pedro I e os bandeirantes existem 4 painéis grandes que representam fases da história nacional. À mão esquerda da estátua de Dom Pedro I, em ordem, estão os painéis Ciclo dos criadores de gado, de João Batista da Costa e Ciclo do ouro, de Rodolfo Amoedo, enquanto à direita, também em ordem, estão os painéis Ciclo da caça ao índio, de Henrique Bernardelli e Posse da Amazônia, de Fernandes Machado. Do lado diretamente oposto ao nicho central, está o painel Retirada do Cabo de São Roque, de Henrique Bernardelli.

### Brasões

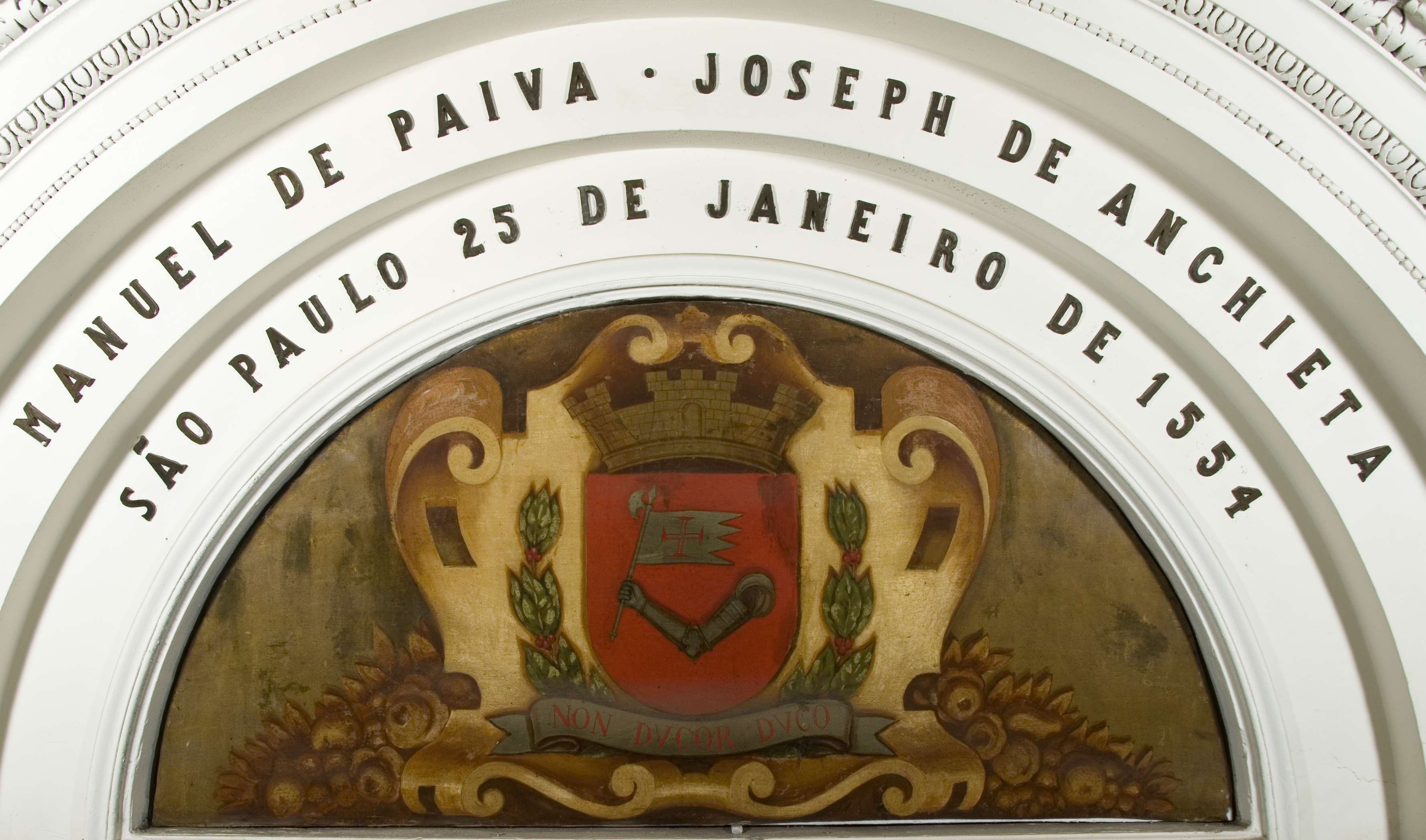
Brasão com Armas de São Paulo, José Wasth Rodrigues

Existem nove óculos em meia lua, preenchidos com brasões das mais antigas cidades paulistas. Partindo da mão esquerda da estátua de Dom Pedro I e dando a volta na galeria até a mão direita da estátua, são eles: Sorocaba, Itu, Itanhaém, Santos, São Paulo, São Vicente, Taubaté, Porto Feliz e Santana de Parnaíba. 

### Retratos da sanca

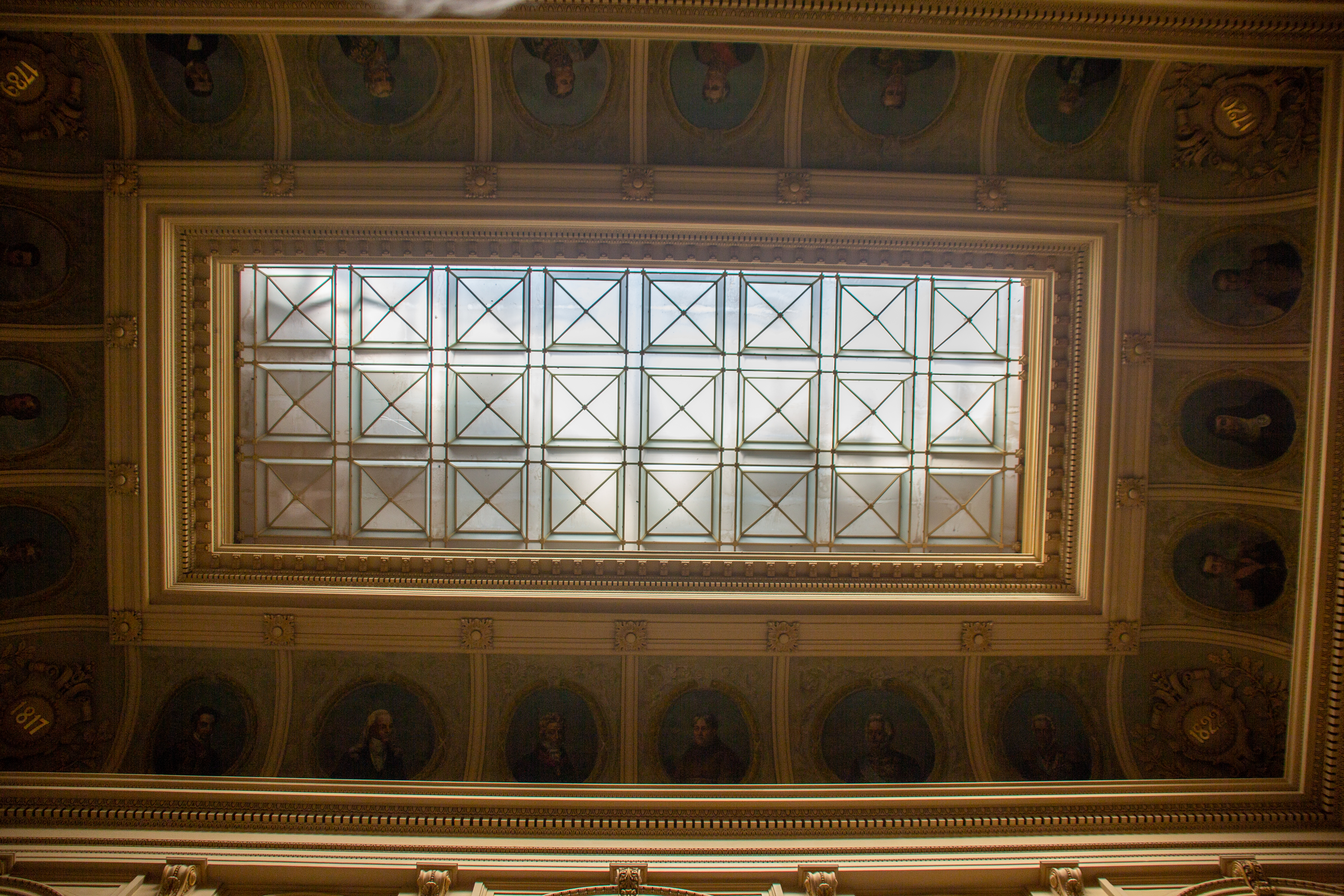
Sanca e claraboia da escadaria

Nos cantos da sanca, que rodeia a claraboia da escadaria, em cada um dos quatro cantos, há um medalhão esculpido com louros com uma das datas que assinalam a evolução da liberdade nacional. A saber: 1720, representando a Revolta de Vila Rica; 1789, representando a Inconfidência mineira; 1817, representando a Revolução Pernambucana e finalmente 1822, representando a Independência.
Além desses medalhões, na sanca existem 18 retratos adaptados a grandes painéis em forma de arco. Esses retratos representam os grandes artífices da Independência. São eles, partindo do medalhão de 1720 e percorrendo os cantos da sanca de maneira crescente: José da Silva Lisboa, Marquês de Queluz, Estevão Ribeiro de Resende, Felisberto Caldeira Brant Pontes de Oliveira Horta, Mariano José Pereira da Fonseca, Antônio Pereira Rebouças, Joaquim Pires de Carvalho e Albuquerque, Lord Cochrane, Francisco de Paula Sousa e Melo, José Lino Coutinho, Cipriano Barata, Hipólito José da Costa, Francisco de Santa Teresa Jesus Sampaio, Nicolau de Campos Vergueiro, Joaquim Xavier Curado, José Joaquim de Lima e Silva, Soror Joanna Angélica e Pedro Labatut.